# Holodomor
Pour les articles homonymes, voir Famines soviétiques.
Le Holodomor (ukrainien : Голодомо́р, littéralement « famine », de la racine го́лод, « faim », et мор, « fléau », formé comme calque du tchèque hladomor, « famine », en 1933, mais qu'on peut traduire par « extermination par la faim ») est une grande famine qui eut lieu en république socialiste soviétique d'Ukraine et dans le Kouban (république socialiste fédérative soviétique de Russie), en URSS, en 1932 et 1933, et qui fit, selon les estimations des historiens, entre 2,6 et 5 millions de morts. Sans précédent dans l'histoire de l'Ukraine, l'événement se produisit dans le contexte plus général des famines soviétiques de 1931-1933 et fit un nombre particulièrement élevé de victimes.
Depuis l'ouverture des archives soviétiques après la dislocation de l'URSS en 1991, la négation de la famine a cessé, mais son ampleur et le caractère intentionnel de cette famine sont contestés. Bien avant que le nom de « Holodomor » ne fût forgé, la famine avait été décrite, dès 1935, par Boris Souvarine, et faisait partie de la mémoire collective mais clandestine des populations concernées : seules les publications dissidentes, les samizdats, l'évoquaient par écrit. Quarante ans plus tard, elle est à nouveau révélée par la publication de L'Archipel du Goulag d'Alexandre Soljenitsyne. En 1986, un ouvrage de l'historien anglo-américain Robert Conquest, Sanglantes moissons, constitue la première étude détaillée de cette famine en Ukraine.
Au début du XXIe siècle, la responsabilité des autorités soviétiques dans la genèse et l'ampleur de la famine (à travers la collectivisation, les campagnes de « dékoulakisation », les réquisitions excessives de denrées alimentaires auprès des paysans et les limitations aux déplacements imposées en pleine famine) est généralement reconnue.
Fin 2006, l'Ukraine indépendante qualifie officiellement le Holodomor de génocide, qualification reconnue par un certain nombre de pays dont les États-Unis. Mais le caractère génocidaire de cette famine est contesté, notamment par le Kazakhstan et la Russie qui ont également beaucoup souffert de cette famine. La négation du Holodomor comme génocide concerne l'importance relative des différents facteurs ayant engendré la famine, ainsi que les intentions de Joseph Staline, dirigeant absolu de l'Union soviétique à l'époque. L'aspect intentionnel de la famine est discuté par certains historiens,. Le jour commémoratif du Holodomor est fixé au quatrième dimanche de novembre.
Le Parlement européen reconnaît en 2008 le Holodomor comme un crime contre l'humanité, jugeant qu'il s'agissait d'une famine provoquée et d'un « crime contre le peuple ukrainien et contre l'humanité », et le qualifie de génocide en 2022. En avril 2023, l'Assemblée nationale française qualifie également cette famine de génocide,.
Le Holodomor est reconnu par 33 pays comme un acte génocidaire ou d'extermination, mais l'ONU ne le classe pas au nombre des génocides reconnus par interprétation de sa définition de référence.
Le film L'Ombre de Staline d'Agnieszka Holland, sorti en 2019, ainsi que l'ouvrage collectif Le Livre noir du communisme rappellent comment le pouvoir soviétique a caché et nié la famine,. Nicolas Werth, dans un CD paru au CNRS, a qualifié cette famine comme le « plus grand crime de masse du stalinisme ».

## Contexte
Pour un article plus général, voir Histoire de l'URSS sous Staline.

### «Grand Tournant» de 1928 et collectivisation
En 1927, la nouvelle politique économique (NEP) mise en place par les bolcheviks au lendemain de la guerre civile russe connaît un succès inattendu. Une quasi-économie de marché se développe dans les campagnes, permettant aux producteurs d'accéder, sinon à la prospérité, au moins à une capacité d'autosuffisance, d'autogestion et de vente aux villes, qui échappent de plus en plus au contrôle du secteur étatique, lequel impose des prix bas pour les produits agricoles, mais élevés pour les biens industriels. Les paysans sont ainsi découragés de vendre leurs surplus agricoles par le marché officiel, de même que les directeurs d'usines qui ne parviennent pas à écouler leurs machines, tissus, appareils. Une économie parallèle se met en place (malgré toutes les répressions, elle n'a en fait jamais cessé par la suite). Les dirigeants, dont Joseph Staline qui vient de gagner sa lutte politique contre l'opposition de gauche trotskyste, réagissent par la force pour reprendre le contrôle du « secteur informel ». Leurs premières mesures — réquisitions forcées, répression — sont insuffisantes en 1928-1929 pour enrayer le marché parallèle, tout simplement parce que celui-ci est devenu indispensable à la survie des populations. La GPU-NKVD est alors chargée de systématiser les réquisitions (parfois à l'aide de l'armée) et de trouver des responsables : surtout pas les autorités, mais de prétendus koulaks accusés de stocker leur production pour faire monter les prix, des négociants accusés de se livrer à la spéculation et de vouloir restaurer le capitalisme, des saboteurs de tout ordre accusés d'œuvrer pour des réseaux contre-révolutionnaires ou pour les puissances impérialistes,,. Les principales agglomérations subissent alors d'importantes pénuries, tandis que l'Ukraine doit faire face à une grave disette pendant l'hiver 1928-1929.
Fin 1929, avec la politique dite du « Grand tournant », le pouvoir soviétique met en chantier le premier plan quinquennal afin de surmonter ce qu'il nomme « la crise de la NEP ». Le « Grand tournant » postule un développement rapide de l'industrie, financé par l'exportation de céréales. La hausse rapide des rendements agricoles exigée pour la réussite de ce plan est censée être obtenue par la collectivisation de l'agriculture, en instaurant le kolkhoze comme unité de base de production. Elle implique l'expropriation des paysans et notamment des plus prospères d'entre eux, les « koulaks », la prise de contrôle direct de la production agricole par l'État, et la ponction toujours plus intense de l'agriculture au profit du secteur industriel et urbain. Cette ponction se fait nécessairement au détriment de l'ensemble de la paysannerie, particulièrement dans les régions les plus fertiles qui font l'objet de prélèvements si lourds que la survie même des paysans est menacée (ce qui les incite à cacher des réserves). La collectivisation s'accompagne donc d'une violente campagne contre les paysans jugés « réfractaires », commençant par les « koulaks » et continuant par la paysannerie moyenne. En quelques mois, des centaines de milliers de paysans sont arrêtés, et plus de deux millions d'entre eux déportés,.
Pour mener à bien la collectivisation et contrer la résistance paysanne, des « brigades de choc », composées d'« ouvriers » (ne travaillant pas en usine, et venant en fait du « lumpenprolétariat », nom officiel de la pègre (блатной) désormais « nationalisée »), de komsomols et plus rarement de paysans pauvres, sont envoyées dans les campagnes où elles usent de violences et de terreur pour atteindre leurs objectifs. La collectivisation et la dékoulakisation ont pour effet de dresser la majeure partie de la paysannerie contre le pouvoir soviétique. De 1929 à 1931, une suite de manifestations et de révoltes — qui débouchent parfois sur de véritables insurrections armées comme au Kazakhstan ou dans le Caucase — rassemble près de 2,5 millions de paysans selon les chiffres de l'OGPU, dont plus de 950 000 en Ukraine et 220 000 en Ciscaucasie. En Ukraine, les foyers de révoltes sont si nombreux que près de 110 districts échappent au contrôle du pouvoir central en février-mars 1930. Les paysans insurgés, parfois réunis en conseils élus, exigent l'arrêt de la collectivisation et de la dékoulakisation et revendiquent parfois une « Ukraine indépendante ».
Face à une situation qui menace de dégénérer en guerre civile, Staline fait brusquement volte-face et publie le 2 mars 1930 dans la Pravda un article intitulé « Le vertige du succès » rejetant sur les cadres locaux la responsabilité des violences et des « excès » de la collectivisation. Celle-ci est reportée à l'automne suivant et ses objectifs revus à la baisse. Au début des années 1930, l'épineuse question du partage des grains n'est donc pas réglée tandis que des troubles continuent d'agiter les campagnes, avec une intensité cependant amoindrie.
Le début des années 1930 est marqué par l’aggravation de la Grande Dépression, qui frappe les principales économies capitalistes. En dépit de son isolement relatif, l’Union soviétique subit les contrecoups de cette crise. En effet, ses partenaires commerciaux, notamment la république de Weimar, mettent en œuvre des politiques protectionnistes qui se traduisent par une dégradation des termes de l'échange des produits agricoles pour l’État soviétique. Ainsi, si en 1931 les exportations augmentent de 11 % et les importations de 14 % en termes réels, on constate en réalité que les exportations diminuent de 21,7 % au taux de change nominal, tandis que les importations augmentent de 4,4 %. La réussite du plan, fondé sur l’importation de matériel industriel, lui-même financé par la vente de matières premières sur les marchés étrangers, est dès lors menacée.

### Situation de la RSS d'Ukraine au début des années 1930

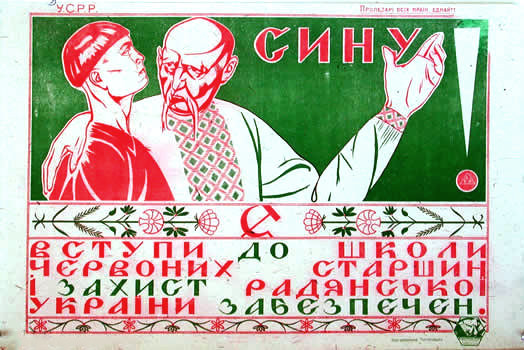
« Fils, rejoins l'école des officiers de l'Armée rouge et la défense de l'Ukraine soviétique sera assurée ! » Affiche soviétique de 1921 en langue ukrainienne.

À partir du début des années 1920, le nouveau régime met en place une politique d'« indigénisation » visant à renforcer le sentiment national dans les républiques et parmi les différentes minorités composant l'Union soviétique. Cette politique, destinée à rompre avec l'héritage tsariste et à lier les groupes nationaux au nouveau pouvoir, se décline en plusieurs mesures. Des alphabets sont créés pour les différentes langues nationales, dont la diffusion est encouragée. Par ailleurs, les dirigeants généralisent la promotion d'« indigènes » aux postes de cadres politiques et dans les professions culturelles. Le 10 octobre 1920, Staline, alors commissaire aux Nationalités, publie ainsi un article dans la Pravda affirmant « qu'il est nécessaire que toutes les institutions soviétiques dans les régions frontalières — les tribunaux, les administrations, les institutions économiques et celles des pouvoirs locaux (aussi bien que du parti) — soient composées dans la plus large mesure possible d'individus familiers des coutumes, des habitudes et du langage de la population locale ». Enfin, les régions et les districts dans lesquels des minorités nationales sont majoritaires accèdent à une autonomie renforcée.
| Année     | Quotidiens | Revues | Livres |
| --------- | ---------- | ------ | ------ |
| 1923-1924 | 37,5       | 32,4   | 31     |
| 1924-1925 | 38,7       | 44,6   | 40,2   |
| 1925-1926 | 60,2       | 53,5   | 43,7   |
| 1926-1927 | 60         | 65     | 48,9   |
| 1927-1928 | 63,5       | 66,4   | 54     |

La république socialiste soviétique d'Ukraine présente dans ce contexte une importance particulière. Il s'agit de la seconde république composant l'Union soviétique après la RSFS de Russie. De plus, pendant la guerre civile russe, l'Ukraine avait connu l'émergence d'un puissant mouvement nationaliste aboutissant même brièvement à la formation d'une République populaire ukrainienne. Une attention spécifique est alors portée à l'application de l'ukrainisation, variante locale de la politique d'indigénisation. De 1923 à 1925, une série de décrets sont institués dans le but de privilégier l'usage de l'ukrainien dans les écoles et les administrations.
Cette politique entraîne des protestations et des résistances de la part d'une fraction non négligeable des cadres du parti ukrainien (souvent russophones), tant et si bien que l'ukrainisation connaît peu de progrès jusqu'au milieu des années 1920. Nommé au poste de premier secrétaire du parti communiste en mars 1926, Lazare Kaganovitch s'attache alors à briser ces résistances tant et si bien que « l'indigénisation », relayée par des personnalités du parti communiste d'Ukraine attachées aux revendications nationalistes, connaît des avancées spectaculaires dans la seconde moitié des années 1920. Entre 1924 et 1931, le pourcentage d'étudiants ukrainiens dans les études supérieures passe de 30,5 % à 56 % à l'université et de 56,9 % à 66 % dans les instituts techniques.
La nouvelle donne économique et politique du début des années 1930 annonce cependant un tournant dans la politique des nationalités conduite par le régime soviétique. Les difficultés économiques et la collectivisation engendrent des manifestations et des soulèvements particulièrement importants en Ukraine, dégénérant parfois en affrontements armés avec le régime. De plus, les régions frontalières entre la RSS d'Ukraine et la RSFS de Russie (oblasts de Kharkiv et du Donetsk) sont à cette époque le théâtre de troubles entre les populations ukrainiennes et russes, situation résultant de l'absence de résolution au problème des frontières sur ces territoires où vivent mélangés plusieurs groupes nationaux. Sont ainsi posées les conditions d'une remise en cause de l'indigénisation, suspectée d'encourager les tendances séparatistes.
|                         | Ukrainiens | Ukrainiens en % de la population totale | Russes    | Russes en % de la population totale |
| Région de Koursk        | 346 344    | 57,4                                    | 248 996   | 41,3                                |
| Région de Voronej       | 970 028    | 65,9                                    | 499 595   | 33,9                                |
| Kraï du Caucase du Nord | 1 669 634  | 54,9                                    | 950 729   | 31,3                                |
| Total                   | 2 986 006  | 58,4                                    | 1 699 320 | 33,2                                |

Cette situation est exacerbée dans un contexte international marqué par la multiplication des tensions avec la Pologne et le Japon impérial, qui conquiert la Mandchourie en décembre 1931 et menace dès lors les frontières de l’Union soviétique. La Pologne et le Japon, dont les services secrets entretiennent une étroite collaboration depuis le milieu des années 1920, encouragent alors les différents mouvements séparatistes en Union soviétique et financent plusieurs organisations d'émigrés ukrainiens, tout en facilitant leur infiltration dans la RSS d'Ukraine,. Selon l'historien Hiroaki Kuromiya, ces activités, bien connues de l'OGPU qui avait infiltré les organisations émigrées ukrainiennes, ne pouvaient que renforcer la paranoïa de Staline à l'égard de la paysannerie ukrainienne, perçue comme un terreau pour des éléments nationalistes et « contre-révolutionnaires ».
De 1929 à 1930, la république socialiste soviétique de Biélorussie, proche de l'Ukraine, est le théâtre d'une campagne tapageuse contre le « nationalisme biélorusse » qui aboutit à un arrêt brutal de l'indigénisation dans cette république. De nombreux intellectuels sont persécutés et le parti communiste biélorusse connaît une purge sans précédent. Si la politique d'ukrainisation n'est pas remise en cause avant la fin 1932, de nombreux signes annoncent le tournant opéré par Staline sur la question nationale.

## Déroulement de la famine de 1932-1933 en Ukraine

### Année 1931-1932: crise des collectes et débuts de la famine
En Ukraine, l'État collecte 30 % de la production dès 1930, 41,5 % en 1931. Ces plans drastiques, combinés à une mauvaise récolte en 1931, conduisent l'Ukraine à un début de famine de mai à juillet 1932, pendant la période de « soudure » entre deux récoltes. Le 10 juin 1932, le chef du gouvernement ukrainien Vlas Tchoubar adresse une lettre à Staline et Viatcheslav Molotov déclarant : « Au moins cent districts (contre soixante et un en mai) ont besoin d'une aide alimentaire d'urgence (…). J'ai visité de nombreux villages et j'ai vu des personnes affamées partout. Les femmes étaient en train de pleurer, parfois même aussi les hommes ». Face à cette situation, l'État ne réagit que tardivement et ne consent à envoyer que 107 000 tonnes d'aide alimentaire au printemps 1932, après que les premiers cas de famine ont été déclarés. Ces décisions sont prises dans un contexte de pénurie généralisée en Union soviétique, causée par les décisions des dirigeants, qui ont largement surestimé la récolte de 1931-1932 et utilisé les grains réquisitionnés pour les besoins de l'industrie et des exportations. En 1931, plus de 150 000 personnes meurent en Ukraine des conséquences de la famine, alors que de graves disettes touchent plusieurs régions d'Union soviétique. Dans les villes, les familles ouvrières ne survivent que grâce aux apports d'un système de rationnement au bord de la rupture. Le Kazakhstan connaît dès 1931 une grave famine qui emporte près du tiers de la population kazakhe.

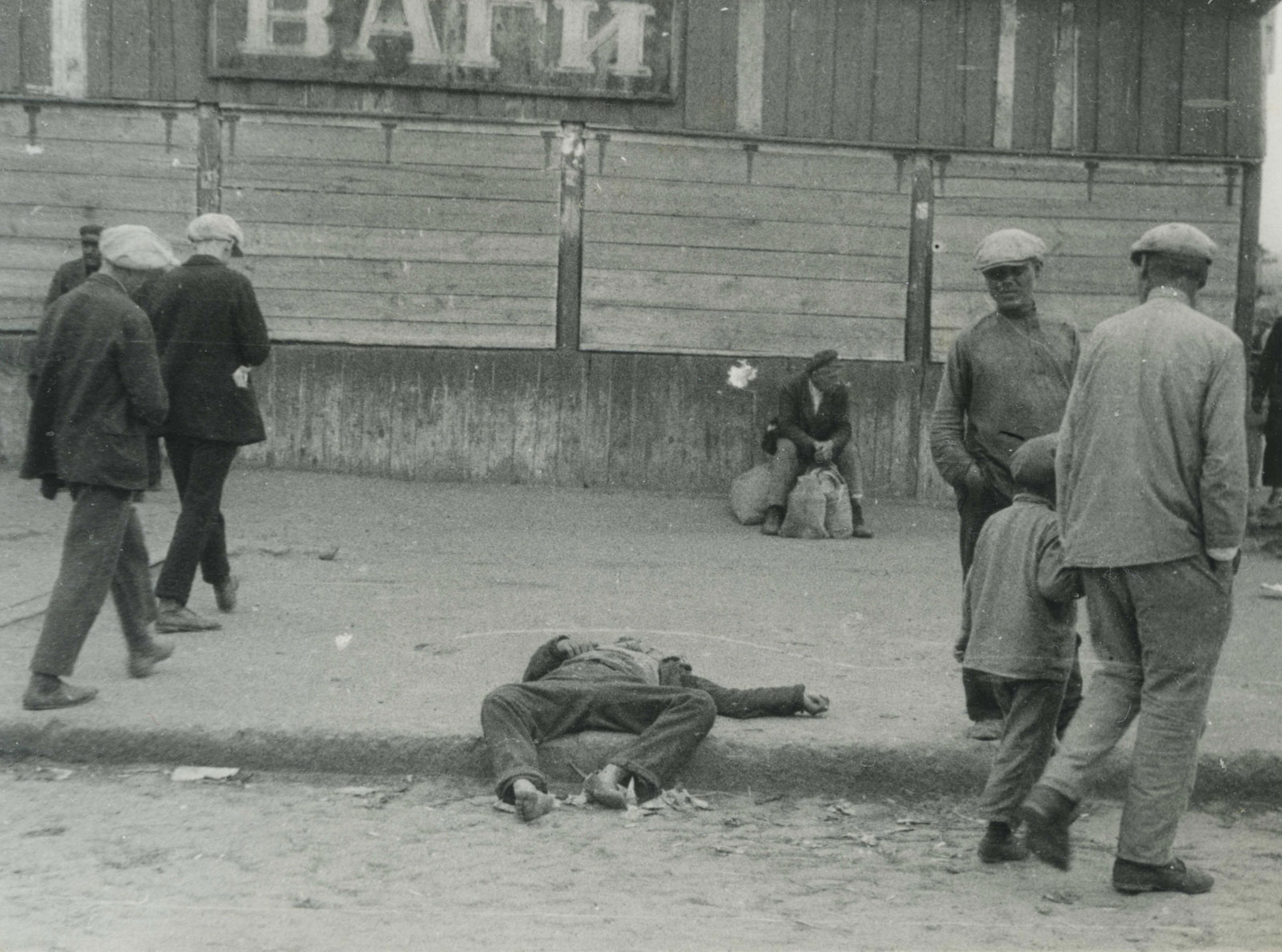
Scène de rue à Kharkiv en 1932 photographiée par Alexander Wienerberger.

Face à l'aggravation de la famine, le pouvoir est amené à reculer provisoirement afin de garder le contrôle d'une situation qui menace la viabilité même de la prochaine récolte. Entre mai et juillet 1932, Staline prend une série de mesures qui marquent autant de concessions envers les paysans et qui seront parfois à l'époque désignées sous le nom de « nouvelle NEP ». Le plan initial de collecte pour l'année 1932-1933, élaboré en décembre 1931, prévoyait un plan de collecte irréaliste de 29,5 millions de tonnes pour l'ensemble de l'Union soviétique. En Ukraine, le plan était supérieur à celui de 1931 de plus de 30 %. Le plan est revu en mai 1932 par le Politburo à 20,5 millions de tonnes pour l'ensemble de l'Union soviétique. En Ukraine, l'objectif est ramené à 4,75 millions de tonnes ce qui représente une diminution de 40 % par rapport aux objectifs de 1931 et de 35 % par rapport aux résultats de la collecte cette année-là. Le 10 mai 1932, un décret permet aux paysans de vendre leurs surplus sur les marchés kolhoziens. La portée de ces mesures doit cependant être sérieusement relativisée. Ces décrets constituent une réponse d'urgence du pouvoir aux paysans dans une situation qui menace la survie du régime. Dans un télégramme envoyé le 10 juin 1932, Staline recommande même à Molotov d'utiliser la réduction des plans de collectes pour stimuler les paysans, mais de tenter d'en rester aux objectifs initiaux, avec « une exception pour les régions d'Ukraine qui ont particulièrement souffert. C'est indispensable non seulement du point de vue de la justice, mais vu la situation particulière de l'Ukraine, sa frontière commune avec la Pologne etc. »,.
Dans le même temps, les difficultés de la collecte de 1931 sont mises sur le compte des responsables locaux du parti communiste et des fermes collectives, accusés de sabotage et de traîtrise. Les administrations de 250 kolkhozes sont dissoutes, et 146 raions sur les 484 que compte la RSS d'Ukraine connaissent des purges. De 1931 à la première moitié de 1932, près de 80 % des secrétaires de comités du parti sont remplacés par le pouvoir.

### Année 1932-1933

#### Débuts de la campagne des collectes

Scène de rue à Kharkiv en 1933 photographiée par Alexander Wienerberger.

En dépit des mesures prises par le régime, la campagne des collectes de 1932 se déroule avec énormément de difficultés et les brigades de réquisition ne parviennent pas à atteindre les objectifs fixés, tandis que les dirigeants locaux appellent à de nouvelles réductions du plan pour répondre à la médiocrité de la récolte. Le politburo ukrainien demande même une assistance alimentaire devant l’état des régions, mais Staline blâme la direction, à savoir Tchoubar et Stanislav Kossior, et qualifie un fonctionnaire, qui tente de l’avertir de la situation de famine, de conteur qui devrait entrer à l’Union des écrivains : « Là, tu pourras écrire tes fables et les imbéciles les liront. ». Le régime revient alors rapidement sur les concessions lâchées aux paysans en mai. Des brigades de choc sont recrutées au sein des komsomols et des communistes des villes,. Sur une initiative de Staline du 14 juillet 1932, la « loi des épis » est promulguée le 7 août 1932 : celle-ci permet de condamner à dix ans de camp ou à la peine de mort « tout vol ou dilapidation de la propriété socialiste ». De juin 1932 à décembre 1933, 125 000 personnes sont condamnées, dont 5 400 à la peine capitale, certaines pour avoir volé quelques épis de blé ou de seigle dans les champs.
Malgré ces mesures répressives, les objectifs de la collecte dans les principales régions céréalières sont loin d'être atteints si bien que le bureau politique doit envoyer en Ukraine et dans le Caucase du Nord des commissions extraordinaires présidées respectivement par Viatcheslav Molotov et Lazare Kaganovitch pour mettre au pas les structures locales du Parti. En dépit de la brutalité avec laquelle agit la commission présidée par Molotov, celle-ci autorise alors des réductions conséquentes du niveau de réquisition exigé dans plusieurs régions ukrainiennes,.
Lors d'une réunion des secrétaires de district du parti, une résolution est prise qui illustre l'état d'esprit de la commission : « à la suite de l'échec particulièrement honteux du plan de collecte des céréales, obliger les organisations locales du Parti à casser le sabotage organisé par les éléments « koulaks » contre-révolutionnaires, anéantir la résistance des communistes ruraux et des présidents de kolkhoze qui ont pris la tête de ce sabotage ».

#### De novembre 1932 à février 1933
À partir du mois de novembre 1932, un certain nombre de décisions sont prises, visant principalement l'Ukraine.
- 18 novembre 1932 : ordre est donné aux paysans ukrainiens de restituer les avances en grains que leur avait précédemment valu le fait d'atteindre les objectifs de réquisition. La direction du parti communiste ukrainien essaya de protéger les semences ; sans succès.
- 20 novembre 1932 : instauration d'une amende sous forme de viandes visant les paysans incapables de livrer les quotas de grains requis. Une fois payé l'impôt en viande, les paysans devaient encore livrer leur quota de grains initial.
- 27 novembre 1932 : le Politburo décide que l'Ukraine devra fournir le tiers entier des collectes encore à venir pour l'ensemble de l'Union soviétique.
- 28 novembre 1932 : introduction d'une liste noire des fermes collectives qui ne livraient pas leurs quotas de grains requis et qui devaient céder sur-le-champ quinze fois la quantité de grains normalement exigibles en un mois. Les communautés figurant sur cette liste perdaient aussi tout droit de commercer ou de recevoir quelque livraison que ce soit du reste du pays.
- 14 décembre 1932 : autorisation est donnée de déporter vers des camps de concentration les communistes locaux ukrainiens qui sont accusés de permettre aux nationalistes ukrainiens de saboter la collecte de grains.
- 21 décembre 1932 : Staline, par le truchement de Kaganovitch, déclara que le quota annuel de réquisition de céréales pour l'Ukraine devait être atteint dès janvier 1933.
- 27 décembre 1932 : les citoyens soviétiques doivent être munis de passeports intérieurs pour pouvoir résider légalement dans les villes. Les paysans ne peuvent pas en recevoir[53].
- 29 décembre 1932 : Kaganovitch rappelle aux chefs du parti communiste ukrainien qu'il faut aussi collecter les semences.
- 22 janvier 1933 : interdiction est faite de vendre des billets de train aux paysans pour les longues distances[53]. Une circulaire signée par Molotov et Staline ordonne d'interdire « par tous les moyens les départs massifs d'Ukraine et du Caucase Nord vers les villes. Après arrestation des éléments contre-révolutionnaires, les autres fuyards seront ramenés sur leur lieu de résidence. »[53] Il s'agissait alors d'empêcher les paysans affamés de trouver refuge en ville[53].

Au cours du mois de novembre 1932, 5 000 communistes ruraux et 15 000 kolkhoziens sont arrêtés dans le Caucase du Nord. À partir de décembre, ce sont des villages entiers qui sont déportés, appelés « colons spéciaux ». Pour l'administration du Goulag, l'arrivée de déportés qui étaient de 71 000 en 1932 passe à 231 000 en 1933. Mais les objectifs de la collecte ne sont toujours pas atteints, et l'étape suivante consiste à réquisitionner tous les stocks, y compris ceux prévus pour les semences, ce qui revient à affamer les paysans. Le Politburo met en place dans chaque district des commissions spéciales (les troïki) sur le modèle de celles dirigées par Molotov et Kaganovich, chargées de veiller à l'application des réquisitions et d'appliquer la peine de mort contre les paysans récalcitrants,.
En Ukraine, les communistes locaux d'un rang hiérarchique élevé ont beau plaider la nature contre-productive d'une telle politique qui ne permet pas d'assurer la production de l'année suivante, Molotov reste inflexible. La famine atteint alors un tel niveau que les paysans quittent les villages et tentent de partir vers les villes. Une circulaire du 22 janvier 1933 ordonne aux autorités locales et au Guépéou d'interdire « par tous les moyens les départs massifs des paysans d'Ukraine ». De nombreux barrages sont installés par l'armée sur les routes d'Ukraine afin d'empêcher l'exode de paysans fuyant la famine. Au cours du seul mois de février 1933, 220 000 personnes sont arrêtées sur la base de ce décret et 190 000 d'entre elles réexpédiées dans leurs villages, condamnées à mourir de faim.
La campagne de réquisitions s'accompagne d'une vague de terreur. Le parti communiste ukrainien est épuré. Plusieurs milliers de ses cadres, accusés de favoriser les sentiments nationalistes, sont exécutés ou déportés. La répression vise particulièrement les fonctionnaires locaux qui avaient pris l'initiative de distribuer du blé aux familles paysannes affamées.

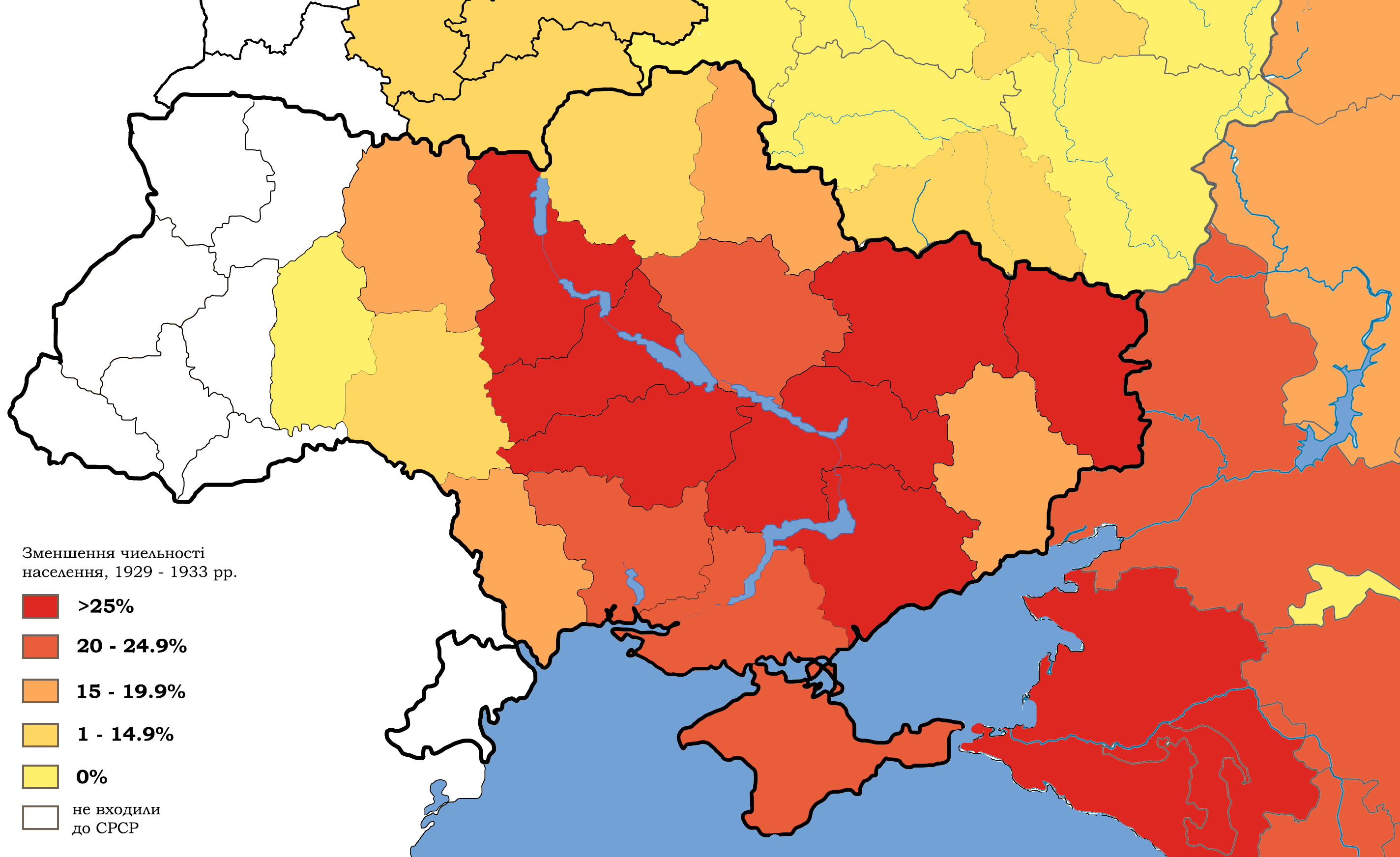
La famine de 1932-1933 en Ukraine, selon le Bulletin de l'office international Nansen pour les réfugiés (1934).

#### Printemps et été 1933
C'est au printemps 1933 que la mortalité due à la famine atteint les plus hauts sommets. À la faim s'ajoutent le typhus et le cannibalisme,,. Une femme médecin écrit à un ami, en juin 1933, « qu'[elle] n'est pas encore devenue cannibale […] Les bonnes personnes sont mortes en premier. Celles qui ont refusé de voler ou de se prostituer sont mortes. Celles qui ont donné de la nourriture à autrui sont mortes. Celles qui ont refusé de manger des cadavres sont mortes. Celles qui ont refusé de tuer leur prochain sont mortes. Les parents qui ont résisté à l'anthropophagie sont morts avant leurs enfants ». Les affiches du régime soviétique interdisaient ces pratiques. Le consul italien en poste à Kharkov témoigne :

« Depuis une semaine, un service pour recueillir les enfants abandonnés a été organisé. En effet, en plus des paysans qui affluent vers la ville parce qu'ils n'ont plus aucun espoir de survie à la campagne, il y a des enfants qu'on amène ici et qui sont ensuite abandonnés par les parents, lesquels s'en retournent au village pour y mourir. […] [à la gare de marchandises] il y a du personnel médical […] qui fait la « sélection ». Ceux qui ne sont pas encore enflés et offrent une chance de survie sont dirigés vers les baraquements de Holodnaïa Gora, où dans des hangars, sur la paille, agonise une population de près de 8 000 âmes, composée essentiellement d'enfants. […] Les personnes enflées sont transportées en train de marchandises à la campagne et abandonnées à 50-60 kilomètres de la ville de sorte qu'elles meurent sans qu'on les voie. »

Au total, en Ukraine, les morts se comptent par millions, alors même que l'URSS exporte près de 3,3 millions de tonnes de céréales entre 1932 et 1933. Dans le même temps, à la différence du régime impérial au XIXe siècle ou des bolcheviks au cours de la famine de 1921-1922, les dirigeants soviétiques dissimulent la catastrophe au reste du monde. Édouard Herriot, alors président du conseil en France, accrédite cette mystification à la suite d'une visite en Ukraine contrôlée de bout en bout par les autorités, et va jusqu'à décrire dans son livre Orient : « Un magnifique bétail collectif, de la race rouge allemande […]. Les récoltes décidément sont admirables, on ne sait où loger les blés. »
Devant la menace de déstabilisation que fait courir la famine à l'Ukraine et à l'ensemble de l'URSS, les autorités centrales prennent très tardivement des mesures pour limiter l'ampleur de la catastrophe. Entre janvier et juin 1933, une trentaine de résolutions sont prises pour venir en aide aux régions les plus touchées par la famine. Au total, 320 000 tonnes de grains sont envoyées, la distribution s'opérant « sur une base de classe ». Les ouvriers, les paysans pauvres travaillant dans les kolkhozes et les familles dont au moins un membre appartient à l'armée rouge sont les premiers bénéficiaires de ces aides, tandis que les directives excluent « les koulaks, les contre-révolutionnaires et les parasites ». Les villes bénéficient davantage de ces aides, alors que les campagnes sont nettement plus touchées par la famine.

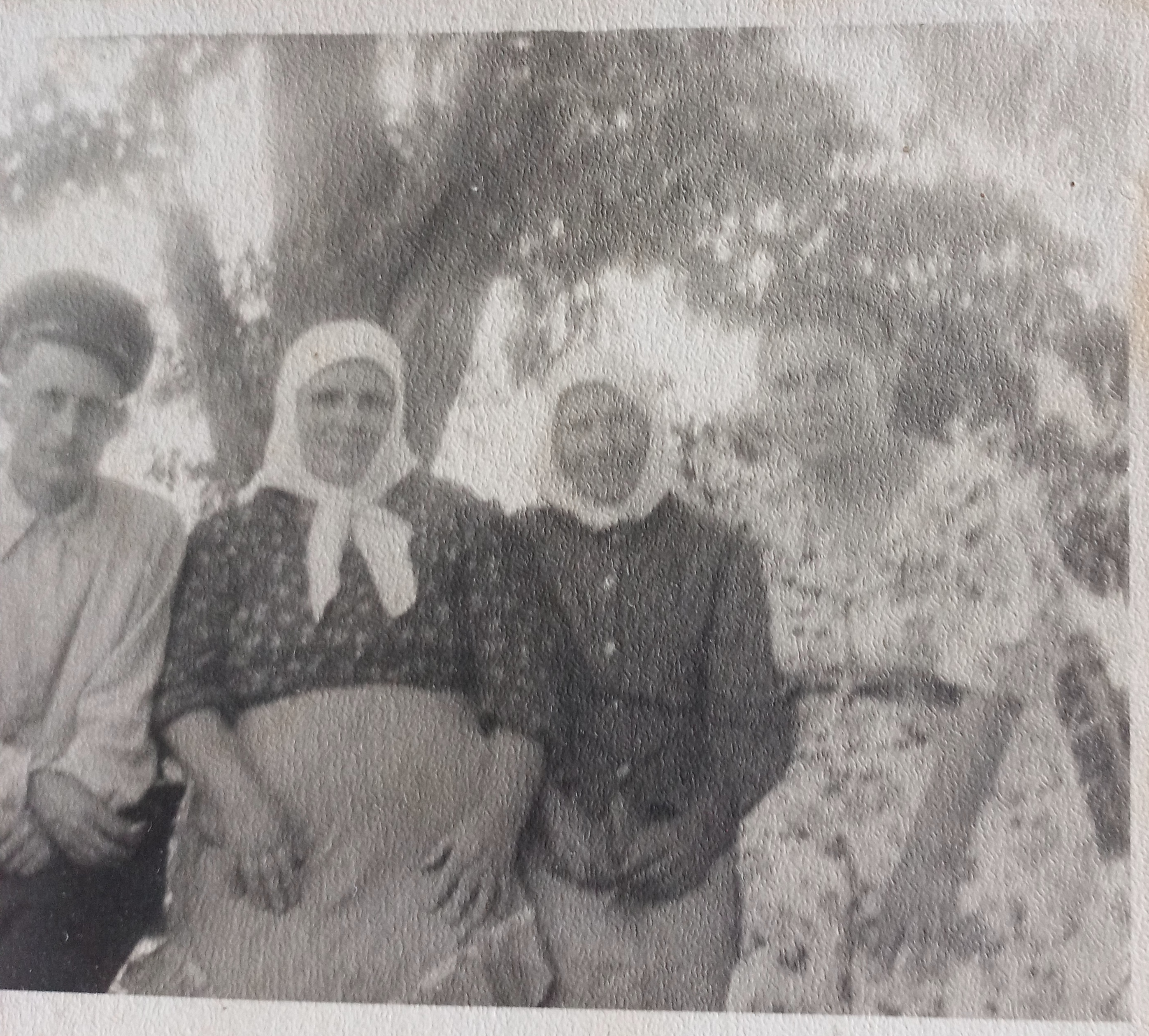
Lukiya Stachenko - l'une des sauveuses de la population de l'Holodomor, deuxième femme à droite, avec sa famille (photo 1955)

#### Réactions hors de l'Ukraine
Malgré les tentatives des autorités soviétiques de dissimuler le désastre, son existence finit par être connue à l’étranger grâce aux publications des journalistes Gareth Joneset Malcolm Muggeridge, et aux photographies prises par l’ingénieur Alexander Wienerberger. Les rapports de diplomates italiens en poste en URSS permettent d'affirmer que Mussolini connaissait l'état de famine qui sévissait. La plus ancienne étude en langue française date de 1935, mais c’est seulement quarante ans plus tard que le Holodomor est révélé au grand public avec la publication de L'Archipel du Goulag. En réaction, l’Union soviétique lance une campagne de dénégations et invite des personnalités telles que Bernard Shaw, Herbert Wells, Édouard Herriot et plusieurs autres qui déclareront ensuite n’avoir vu aucun signe de famine, pas même de pénurie. Cette campagne est relayée par les publications communistes à l’étranger. D'après Nicolas Werth, « cet aveuglement était d'abord le résultat d'une formidable mise en scène organisée par la Guépéou pour les hôtes étrangers dont l'itinéraire était jalonné de kolkhozes et de jardins d'enfants modèles ».
Pendant l’occupation allemande de l’Ukraine, les autorités d’occupation permettent la publication d’articles dans les journaux locaux sur le Holodomor et sur d’autres crimes communistes, mais elles ne souhaitaient pas accorder d’attention excessive à ce sujet afin d’éviter de susciter l’intérêt international sur leurs propres crimes en Ukraine. En 1942, Stepan Sosnovy, agronome à Kharkov, a publié de nombreuses recherches statistiques sur le nombre de victimes du Holodomor, rassemblées sur la base de documents provenant d’archives soviétiques. Après-guerre, la propagande soviétique prendra prétexte de ces publications sous occupation allemande pour affirmer que tout n’est qu’invention de la Propagandastaffel nazie.
Dans la période d’après-guerre, la diaspora ukrainienne diffuse en Europe occidentale et en Amérique du Nord des informations sur le Holodomor mais ses moyens sont largement surclassés par ceux de la presse communiste et affiliée qui a beau jeu d’accuser ces personnes venant des anciens territoires occupés, d’avoir collaboré avec les nazis. De leur côté, les gouvernements occidentaux démocratiques préfèrent éviter, dans leurs relations avec l’URSS, les « sujets qui fâchent ». À partir des années 1950, grâce au nombre croissant de témoignages de survivants, l’étude scientifique du Holodomor commence.
Après la dislocation de l'URSS, les archives s’ouvrent et le Holodomor devient un objet d’études et de débats entre historiens, alors qu’auparavant son existence même était mise en doute.

## Bilans chiffrés des victimes
| Mois      | 1932  | 1933   | Évolution de l'indice |
| --------- | ----- | ------ | --------------------- |
| janvier   | 15,11 | 22,36  | +48 %                 |
| février   | 18,07 | 35,52  | +97 %                 |
| mars      | 20,58 | 72,41  | +252 %                |
| avril     | 23    | 103,5  | +350 %                |
| mai       | 24,11 | 145,06 | +502 %                |
| juin      | 27,36 | 196,16 | +617 %                |
| juillet   | 25,20 | 133,04 | +428 %                |
| août      | 22,91 | 43,72  | +91 %                 |
| septembre | 21,39 | 23,26  | +9 %                  |
| octobre   | 22,42 | 13,11  | -42 %                 |
| novembre  | 19,07 | 11,57  | -39 %                 |
| décembre  | 16,59 | 12,54  | -24 %                 |

À la fin 1933, au terme de la famine, l'Ukraine apparaît comme une des régions les plus touchées par le désastre. Le taux de mortalité annuel pour mille habitants dans les campagnes passe de 100 en 1926 à 188,6 en 1933 dans l'ensemble de l'URSS, mais atteint 367,7 en Ukraine cette même année. En 2000, les statistiques portent encore la trace de cette catastrophe démographique. Nicolas Werth distingue la « zone de la faim » du reste de l'URSS où, pourtant, écrit-il, les pertes démographiques ne furent pas négligeables : par exemple, la région de Moscou où la mortalité augmente de 50 % entre janvier et juin 1933. L’Ukraine fait partie de la « zone de la faim », mais proportionnellement d'autres régions ont été tout autant touchées : les contrées cosaques du Kouban et du Don, peuplées majoritairement d'Ukrainiens, ainsi que la région de Stavropol, la basse et la moyenne Volga. La population kazakhe a proportionnellement encore plus souffert de la famine, puisque le taux de mortalité a atteint de 33 à 38 % de la population. Bien que la famine ait laissé des stigmates profonds dans la démographie de l'Ukraine, la sortie de crise est extrêmement rapide après 1933. En Ukraine, l'espérance de vie fut même plus élevée après qu'avant la crise, alors qu'elle ne remonte que progressivement dans le reste de l'URSS.
Le bilan exact de la famine ukrainienne divise les chercheurs et a fait l'objet d'estimations très variables. Plusieurs difficultés expliquent ces divergences. La première vient du traitement des sources statistiques soviétiques des années 1930, souvent falsifiées et entachées d'erreurs méthodologiques. Le recensement de janvier 1937, qui donnait une estimation de la population soviétique inférieure de six millions à celle officiellement avancée par les autorités, a notamment fait l'objet d'une censure de la part du pouvoir avant d'être remplacé par un nouveau recensement artificiellement réévalué en 1939. Une autre source statistique disponible est constituée par les archives des administrations locales chargées de l'enregistrement des décès. Ainsi, les données des archives de la fédération de Russie donnent les chiffres suivants de mortalité en Ukraine (sans inclure la population d'origine ukrainienne hors Ukraine et en incluant la population non-ukrainienne de l'Ukraine) : 668 000 personnes pour 1932 et 2,1 millions pour 1933, au total : environ 2,8 millions de morts, incluant la mort naturelle mais n'incluant pas la mort des nourrissons de moins d'un an. Il est néanmoins reconnu que ces chiffres sont largement sous-évalués en raison des graves difficultés auxquelles étaient confrontés les fonctionnaires chargés du dénombrement en période de famine. À ce problème de traitement des archives s'ajoute la nécessité de distinguer le bilan de la famine en tant que telle de l'ensemble des pertes démographiques qu'ont connues l'Ukraine et le reste de l'Union soviétique entre la fin des années 1920 et le début de la Seconde Guerre mondiale, notamment d'autres désastres comme la dékoulakisation et les Grandes Purges des années 1930. Enfin, l'ensemble de l'URSS a connu de profonds bouleversements au cours d'une période qui fut marquée par un mouvement sans précédent d'industrialisation et d'urbanisation. Tandis que 18 millions de personnes ont été envoyées au Goulag sous la dictature de Staline, des peuples entiers ont été déportés (Allemands de la Volga, Tchétchènes, Tatars de Crimée…) et plusieurs républiques — dont l'Ukraine — ont fait l'objet d'une politique délibérée de russification. Ces évènements ont rendu particulièrement complexe l'analyse des données démographiques de la période.

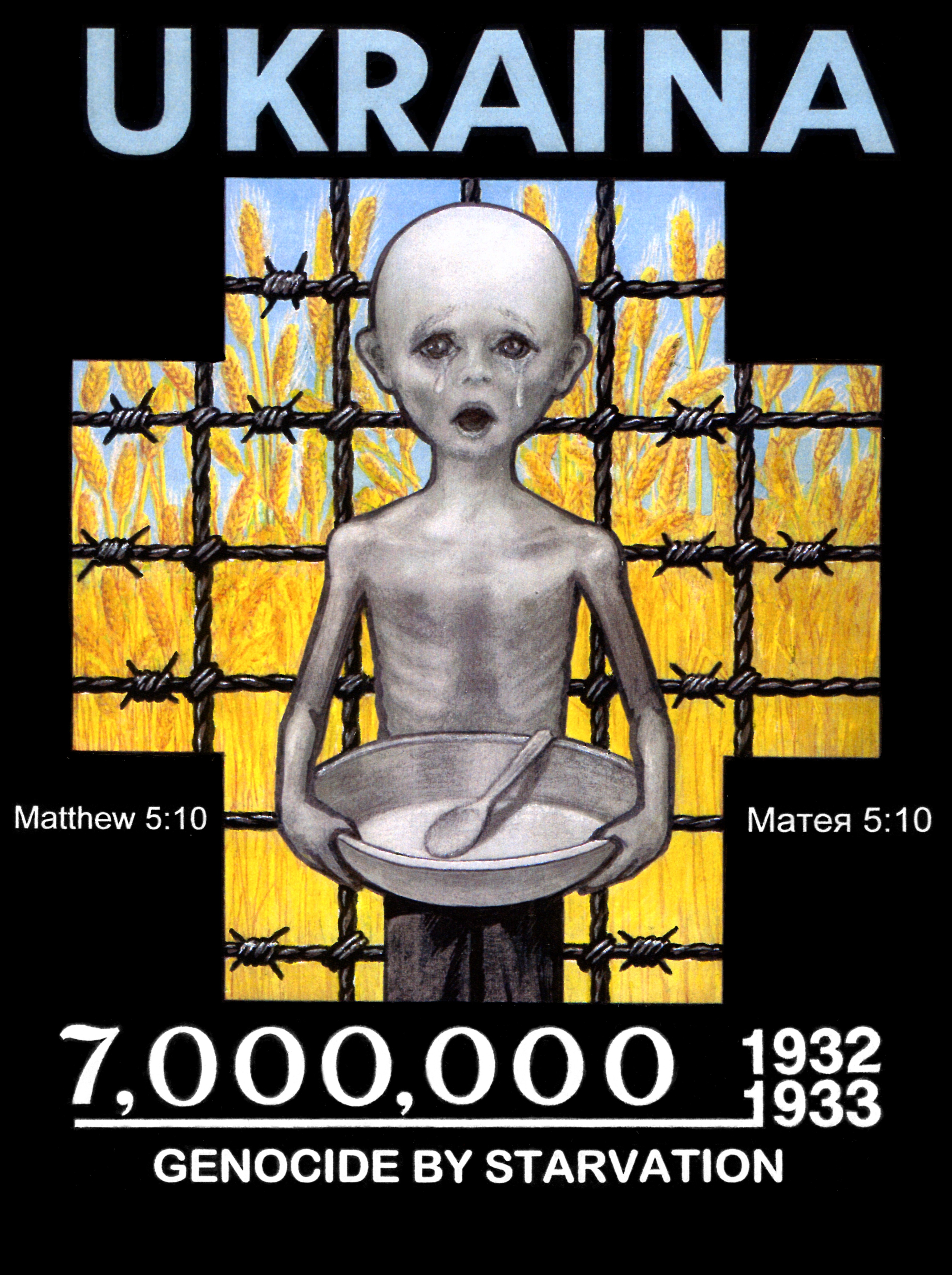
Poster sur le Holodomor par Leonid Denysenko, 2009.

Dans The Harvest of Sorrow, paru en 1986, l'historien britannique et membre du Parti communiste de Grande-Bretagne, Robert Conquest évalue à cinq millions le nombre de victimes ukrainiennes de la famine, pour un total de sept millions de morts dans l'ensemble de l'URSS, estimation que l'auteur juge « modérée ». Robert Conquest fonde notamment son bilan sur l'écart constaté entre les projections démographiques des statisticiens soviétiques dans les années 1920 et les recensements des années 1930, en essayant de prendre en compte l'impact de la dékoulakisation et les mouvements de populations entre l'Ukraine et le reste de l'Union soviétique, tout en soulignant la difficulté de l'exercice d'évaluation. Il note que les estimations officieuses des responsables soviétiques variaient elles-mêmes entre 4,5 et 10 millions de morts et estime que le nombre de victimes ukrainiennes représente 19 % de la population d'Ukraine et 80 % de l'ensemble des personnes tuées par la famine entre 1931 et 1933.
Plusieurs auteurs ont avancé des bilans plus lourds que celui retenu par Robert Conquest. L'historien américain James Mace (en) a estimé à 7,5 millions le nombre de morts ukrainiens dus à la famine. En se contentant de reprendre les écarts entre les projections démographiques des années 1920 et les chiffres du recensement de 1937, certains auteurs ukrainiens ont avancé des chiffres, fantaisistes selon le militant trotskyste Jean-Jacques Marie, atteignant jusqu'à 15 millions de victimes. L'Ukraine a officiellement retenu une fourchette de sept à dix millions de morts, estimation reprise telle quelle par l'ONU. Le Conseil de sécurité d'Ukraine estime pour sa part que le Holodomor a fait 3,941 millions de morts.
À l'inverse, depuis les années 1990 et l'ouverture des archives soviétiques, d'autres estimations tendent à revoir à la baisse le nombre de victimes. Dans un ouvrage paru en 2004, Stephen Wheatcroft et Robert W. Davies ont critiqué la méthodologie de Robert Conquest pour aboutir à un bilan nettement moins lourd de la famine, estimé à 4,5 millions sur l'ensemble du territoire soviétique, dont 3-3,5 millions de morts en Ukraine. L'historien ukrainien Stalislav Kulchytsky, travaillant à partir des archives soviétiques récemment ouvertes, avance prudemment le chiffre de 3,3 millions de victimes dans la RSS d'Ukraine, pour une fourchette plus sûre de 3-3,5 millions de morts. En évaluant le nombre de victimes de la famine en Ukraine entre 3,5 et 3,8 millions, auxquelles elle ajoute les morts de la région du Kouban, les paysans ayant fui l'Ukraine et les millions d'Ukrainiens « russifiés » après décembre 1932, l'historien italien Andrea Graziosi estime que la « population ethnique ukrainienne » a diminué de 20 à 25 %. Un collectif de démographes français et ukrainiens a récemment donné, sur la base de méthodes statistiques complexes, un bilan de 2,6 millions de morts en Ukraine lors de la famine. Selon John-Paul Himka, professeur d'histoire à l'université de Toronto, l'ensemble des études démographiques menées à la suite de l'ouverture des archives soviétiques donnent un bilan amoindri de la famine, situé dans une fourchette comprise entre 2,5 et 3,5 millions de morts.
Enfin, de nombreuses estimations intermédiaires ont été retenues, souvent comprises entre quatre et six millions de morts,,,,,. Aussi, il faut considérer que de nombreuses victimes survivantes de la famine, dont l'organisme, et le métabolisme, étaient considérablement affaiblis, moururent avant 1938, ce qui rapprocherait le nombre de victimes à 7 millions de morts au moins, un chiffre qui serait tout à fait cohérent, et vraisemblable pour le Holodomor. Pour les survivants, divers problèmes de santé publique vont perdurer : ainsi, par exemple, de nombreuses jeunes Ukrainiennes, en âges de procréer vont être stériles, aux suites de privations, de fortes maigreurs. Pour l'ensemble de la population, des problèmes psychologiques et psychiatriques vont être observés, accentués par les conséquences de l'invasion et occupation allemande, entre 1941 et 1944[réf. nécessaire].

### Sauveurs de personnes de la faim
En général, comme aider les affamés était illégal en URSS, les actions caritatives étaient menées en secret, sans grande publicité, mais en Ukraine, au moins 144 noms de héros de différentes régions du pays sont connus. Les photographies et biographies de certains d’entre eux ont été conservées intégralement.

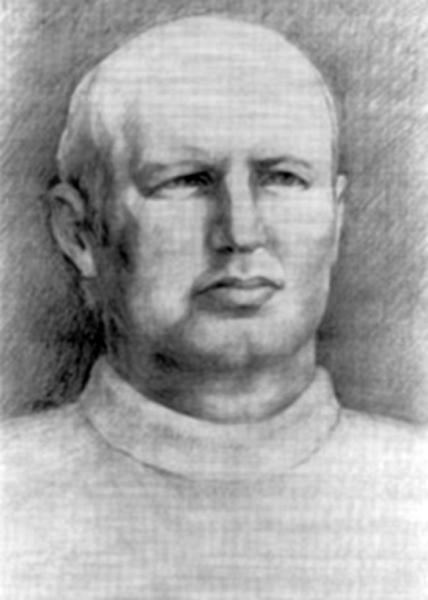
Vasyl' Ivchuk (1902-1938) a reçu à titre posthume le titre de Héros de l'Ukraine

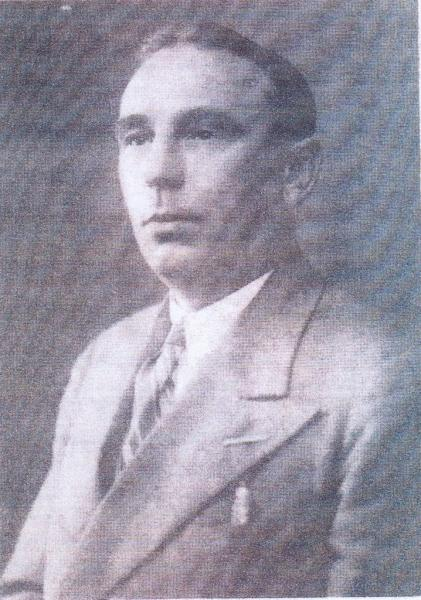
Ivan Kartava (1893-1973) un médecin qui aidait les patients en matière de nutrition à ses propres frais

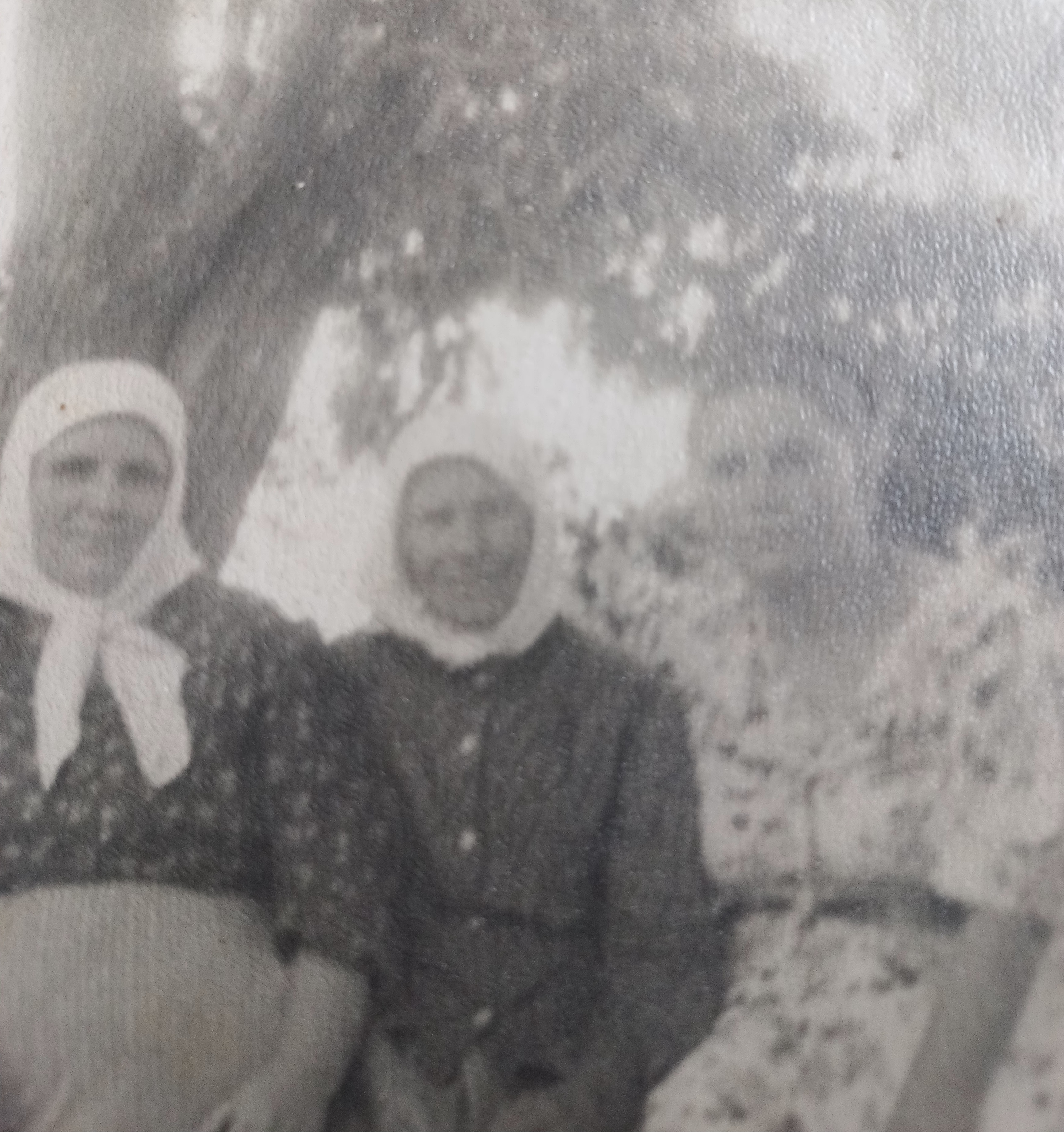
Lukia Stachenko (au centre) un civil qui a sauvé des milliers de vies

Parmi elles, la biographie de Lukia Stachenko (29.08.1879-21.10.1973) est particulièrement impressionnante, un civil de Znamianka qui a survécu à de nombreuses catastrophes du XXe siècle et, malgré la menace pour sa propre vie de la part de l'OGPU (ses voisins, la famille Jeludchenko, ont été réprimés), a sauvé de nombreuses familles des villages environnants, grâce à quoi le taux de mortalité dans la région de Znamianka était inférieur à celui des régions voisines .
Plus tard, Lukia résista à l'occupation nazie en 1941-1943, en aidant les partisans. Elle a fait du pain toute sa vie et connaissait d'anciennes recettes pour faire du pain à partir de n'importe quelle plante herbacée ou même d'écorce d'arbre broyée, ce qui a aidé les gens à l'époque où le régime totalitaire prenait tout aux gens et condamnait des millions de personnes à mort .

## Controverse sur le qualificatif de génocide

### Concept de génocide et position de Raphaël Lemkin
À titre de référence, l'article 6 du statut de la Cour pénale internationale définit le génocide comme « l'un quelconque des actes ci-après commis dans l'intention de détruire, en tout ou en partie, un groupe national, ethnique, racial ou religieux, comme tel : a) Meurtre de membres du groupe ; b) Atteinte grave à l'intégrité physique ou mentale de membres du groupe ; c) Soumission intentionnelle du groupe à des conditions d'existence devant 
entraîner sa destruction physique totale ou partielle ; 
d) Mesures visant à entraver les naissances au sein du groupe ; e) Transfert forcé d'enfants du groupe à un autre groupe. » et notamment la « soumission intentionnelle du groupe à des conditions d’existence devant entraîner sa destruction physique totale ou partielle ». Certains historiens appliquent cette définition au Holodomor,,.
Raphael Lemkin, juriste juif polonais réfugié en 1941 aux États-Unis, qui a inventé, en 1943, le terme et le concept de génocide et qui l'a fait valoir d’abord au Tribunal de Nuremberg puis à l’ONU en 1948, a traité explicitement dans ses différents écrits le Holodomor comme un génocide. Selon Lemkin, la condition d'un génocide n’est pas seulement l’expression d’une volonté affirmée de détruire un groupe mais surtout la mise en place d’une organisation pour ce faire. Il assimila au génocide la destruction « culturelle » d’un groupe (atteinte à la langue, aux coutumes, à la religion spécifique, aux croyances locales etc.). Ces idées n'ont cependant pas été acceptées dans leur intégralité par les instances internationales, qui ont préféré garder la définition plus étroite, fondée sur la destruction (élimination de masse) immédiate d'un groupe ethnique, plutôt que celle de ses fondations essentielles.
Selon le texte de la Convention pour la prévention et la répression du crime de génocide, adoptée par l'Assemblée générale de l'ONU à Paris le 9 décembre 1948, entrée en vigueur le 12 janvier 1951, signée par la RSS d'Ukraine le 16 décembre 1949, et que cet État membre de l'ONU a ratifiée le 15 novembre 1954, à l'article II de la Convention : « le génocide s'entend de l'un quelconque des actes ci-après, commis dans l'intention de détruire, ou tout ou en partie, un groupe national, ethnique, racial ou religieux, comme tel : a) Meurtre de membres du groupe ; b) Atteinte grave à l'intégrité physique ou mentale de membres du groupe ; c) Soumission intentionnelle du groupe à des conditions d'existence devant entraîner sa destruction physique totale ou partielle ; d) Mesures visant à entraver les naissances au sein du groupe ; e) Transfert forcé d'enfants du groupe à un autre groupe ».
L'ONU ne classe pas le Holodomor parmi les génocides qu'il a reconnus à l'heure actuelle.

### Arguments des partisans de la thèse du génocide
De nombreux chercheurs, en particulier ukrainiens ou proches du milieu des émigrés ukrainiens américains, soutiennent que cette famine est un génocide car elle résulterait de la volonté délibérée de Joseph Staline de détruire la nation ukrainienne comme ensemble politique et entité propre, en s'attaquant à sa racine et à ses représentants les plus nombreux, les paysans ukrainiens répartis sur les territoires de l'Ukraine et du Kouban. Parmi les historiens qui défendent la thèse d'une famine génocidaire, on compte notamment Robert Conquest, chercheur au think tank conservateur Hoover Institution de l’université Stanford et professeur à l'université Stanford,, James E. Mace ancien chercheur (1952-2004) au Harvard Ukrainian Research Institute, Roman Serbyn, professeur à l'UQAM, Stanislav Kulchitsky directeur de l'Institut d'Histoire d'Ukraine, Yuri Chapoval, membre de l'Académie des sciences d’Ukraine, ou en France Nicolas Werth, directeur de recherche au CNRS et chercheur à l'IHTP.
Les partisans de la thèse du génocide soulignent qu'un zèle particulier dans les réquisitions des vivres auprès des paysans ukrainiens qui montraient une démotivation pour la collectivisation stalinienne fut appliqué par les escadrons de la « Commission extraordinaire pour la réquisition du blé » (TchKhK) dirigée par Viatcheslav Molotov en novembre 1932. Ce zèle allait jusqu'aux confiscations complètes de la récolte (natoural'nyï chtraf) des paysans qui ne coopéraient pas. Molotov n'hésite pas à se rendre en personne dans l'Ukraine affamée par le Holodomor pour inciter les communistes défaillants à rester fermes vis-à-vis des paysans révoltés et décimés par la faim. Pour Nicolas Werth, « on constate […] une remarquable coïncidence des zones de forte résistance aux réquisitions de 1918-1921 et à la collectivisation de 1929-1930, et des zones touchées par la famine ».
Avec le décret du 27 décembre 1932 sur les passeports pour les citadins et les cachets de résidence, le régime stalinien a installé un système limitant drastiquement les migrations des populations des paysans (dépourvus des passeports internes) vers les villes (où un tel passeport avec un tampon de résidence fixe était exigé). Dans la Russie impériale, même après l'abolition du servage, les déplacements des paysans étaient déjà compliqués, l'introduction par la collectivisation stalinienne des règlements en jours-travail (troudodni) et l'obligation d'obtenir une autorisation du comité du village pour un déplacement de courte durée rendait les migrations des paysans encore plus problématiques. De plus, il fut légalement interdit de porter secours et assistance aux « koulaks » qui pouvaient déambuler dans les villes.
En plus des mesures restrictives des déplacements applicables dans toute l'URSS, une directive du Conseil des Commissaires du peuple et du Comité central du PC pansoviétique des bolcheviks datée du 22 janvier 1933 Sur le départ illégal de paysans au-delà des limites de leur région de résidence et sur l'obligation de leur reconduction par la force vers leurs anciens lieux de résidence était spécifiquement dirigée contre les déplacements des paysans de l'Ukraine et du Kouban. Si son effet fut étendu plus tard au kraï de la Volga du Sud, majoritairement peuplé de Russes, on observe que, contrairement aux cas de l'Ukraine et du Kouban, cette politique n'y fut jamais appliquée par les instances locales ou centrales.
Malgré ces mesures, un flot de paysans affamés avait pu affluer au nord pour se réfugier en Biélorussie, relativement épargnée par la famine.
L'exhumation des lettres de Staline a fait évoluer la position de quelques-uns de ces sceptiques : ainsi Nicolas Werth qui, lors de la rédaction de Le Livre noir du communisme, contestait le qualificatif de génocide, explique dans une interview au journal Le Monde, à la suite de l'évolution de sa position : « Est-ce un génocide ? Plutôt oui. Par rapport aux autres famines qui ont touché l'Union soviétique, celle-ci se distingue par la volonté d'éradiquer le nationalisme et de punir les paysans. Elle a été volontairement aggravée. Il y a une spécificité ». Cependant, il faut souligner que la position de Nicolas Werth sur la question est nuancée. Dans son Que sais-je sur l’histoire de l'URSS, il explique ainsi que le concept de génocide est délicat à employer dans le cas présent. « [Le Holomodor] n’avait pas pour but l’extermination de la nation ukrainienne dans sa totalité. Il ne reposa pas sur le meurtre direct des victimes. Il fut motivé et élaboré sur la base d’une rationalité politique et non pas sur des fondements ethniques ou raciaux. » Cependant, il ajoute que « par le nombre de ses victimes, le Holodomor, replacé dans son contexte historique, est le seul événement européen du XXe siècle qui puisse être comparé aux deux autres génocides, le génocide arménien et la Shoah. »
Andrea Graziosi et Dominique Négrel penchent pour la thèse du génocide, tout en soulignant que, contrairement à la Shoah, la famine ukrainienne n'était pas au départ voulue, planifiée ou organisée par Moscou et que les Russes, eux aussi, ont souffert de cette famine. Selon les auteurs, les dirigeants du parti communiste (y compris ukrainiens) ont plutôt tiré parti de la famine causée par leur mépris des besoins de la population et leur incompétence, pour soumettre la paysannerie ukrainienne rétive et à travers elle, toute la population de l'Ukraine et de l'URSS. C'est seulement à partir de l'automne de 1932, avec les mesures politiques répressives sciemment édictées, ayant provoqué la mortalité de masse, que, selon ces auteurs, on peut parler de génocide.

### Arguments des adversaires de la thèse du génocide
La thèse du génocide a été critiquée par un grand nombre d'historiens, notamment Stephen G. Wheatcroft, professeur à l'université de Melbourne, Robert W. Davies, professeur émérite à l'université de Birmingham, Terry Martin, professeur à l'université Harvard, Hiroaki Kuromiya, professeur à l'université de l'Indiana, Mark B. Tauger, professeur associé à l'Université de Virginie-Occidentale, Lynne Viola, professeure à l'université de Toronto, D'Ann R. Penner, professeur à l'Université de Memphis, Orlando Figes, professeur au Birkbeck College de Londres, Alec Nove, professeur à l'Université de Glasgow (1915-1994), Viktor Kondrashin, enseignant à l'Université d'État de Penza, ou en France Alain Blum, directeur de recherche de l’INED et directeur d’études associé à l’EHESS.
L'historien russe Viktor Kondrashin argue que plusieurs millions de Russes et de Kazakhs ont également péri durant cette période. Les recensements soviétiques avant et après la famine auraient démontré des baisses de population proportionnellement égales voire supérieures dans certaines régions russes et kazakhes par rapport à l'Ukraine. De plus, une autre grande famine, celle de 1921, provoquée, elle aussi, par les réquisitions et les répressions des bolcheviks pendant la période dite du « communisme de guerre », avait entraîné la mort de 3 millions de paysans, majoritairement russes, vivant sur la Volga. Plusieurs chercheurs russes indiquent les similitudes des méthodes répressives ayant amené à ces deux grandes famines, ainsi qu'à celle de 1946-1947. Même avant l'avènement du régime communiste, la Russie (et l'Ukraine qui en faisait partie) ont connu plusieurs autres famines meurtrières : celle de 1891 qui a touché 40 millions de personnes et en a tué 2 millions, celle de 1900-1903 qui en a tué 3 millions, celle de 1911 - 2 millions de personnes. Cependant, une des différences fondamentales réside dans le fait que les autres famines, y compris celle de 1921, n'ont jamais été masquées, contrairement à la famine de 1932-33, ce qui avait permis d'acheminer de l'aide internationale à leurs victimes.
Stephen Wheatcroft et Robert W. Davies soutiennent que la famine a été une conséquence accidentelle de politiques mal conçues et que l'Ukraine a particulièrement souffert pour des raisons démographiques. Selon ces historiens, il ne s'agit donc pas d'une famine volontairement provoquée par les dirigeants soviétiques pour réprimer le nationalisme ukrainien.
La même thèse est défendue par John Arch Getty, professeur à l'université de Californie à Los Angeles, pour qui « les victimes de famines causées par la stupidité et l'incompétence d'un régime » ne peuvent pas être mises sur le même plan que « le gazage délibéré des juifs ». Pour sa part, l'historien marxiste Arno Joseph Mayer estime « qu'en définitive, la pleine responsabilité de ce drame revient à Staline et à ses partisans qui s'obstinèrent à aller de l'avant […] aveuglés par leur volonté d'industrialiser rapidement le pays et d'améliorer ses capacités militaires, ainsi que par l'exaspération que leur inspiraient les moujiks ». Cependant, il note que « dans la mesure où leur violence relevait de la terreur répressive, et malgré le recours aux boucs émissaires et aux rumeurs de complot, elle fut essentiellement instrumentale. On imagine mal que Staline ait organisé délibérément un génocide de la paysannerie ukrainienne en particulier, pour couper court au nationalisme naissant de cette province. En fait la famine irlandaise de la deuxième moitié des années 1840 […] constitue un parallèle beaucoup plus proche que le judéocide des années 1940 ». Parlant de 4 millions de morts en Ukraine et de 7 millions dans l'ensemble de l'URSS, Jean-Jacques Marie, historien et militant trotskyste, rejette également la thèse du génocide ». Selon le journal Le Monde, « la gravité de la famine est cependant contestée par quelques historiens revendiquant leur fidélité communiste ». Il pensait surtout à Annie Lacroix-Riz. Professeur agrégée à l'université de Paris VII-Jussieu et historienne marxiste attachée à la mémoire de Staline, elle relève l'absence de toutes preuves photographiques de ce génocide. Elle pose alors la question :
« Staline et le régime soviétique auraient donc eu la capacité d'enfouir à jamais les morts entassés en quelques mois, alors que l'extermination de six millions de juifs, étirée sur près de trois ans a accumulé des preuves immédiatement visibles, perçues d'emblée très au-delà des frontières de la réalisation du processus, et conservées sur les lieux du génocide malgré les efforts que fit le IIIe Reich pour en dissimuler toute trace à partir de 1944.

## Reconnaissance

### Reconnaissance ukrainienne du génocide
Les commémorations de la famine en Ukraine ont débuté dès la fin des années 1980, avant la chute de l'Union soviétique. Celles-ci sont poursuivies et encouragées sous la présidence de Leonid Koutchma.

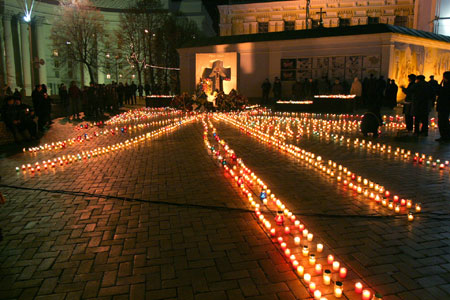
Commémoration du Holodomor en Ukraine.

En 2003, avant la révolution orange, le Parlement ukrainien a adopté une résolution reconnaissant la famine de 1932-1933 comme un génocide. L'arrivée d'un nouvel ordre politique suivant la révolution orange à l'automne 2004 s'accompagne d'un renforcement des pratiques commémoratives officielles et des démarches visant à faire reconnaître juridiquement le Holodomor comme un génocide, tant sur le plan national qu'international. Le jour du souvenir du Holodomor est fixé au 25 novembre par le président ukrainien Viktor Iouchtchenko.
Le 28 novembre 2006, le Parlement ukrainien vote la qualification de génocide pour la grande famine, en rendant sa contestation passible de poursuites légales. L'argument est que l'Ukraine, principalement les paysans ukrainiens, ainsi que les cosaques de Kouban qui sont les descendants des cosaques zaporogues ukrainiens déportés à la fin du XVIIIe siècle par l'impératrice Catherine II de Russie à la suite de leur ultime révolte contre l'Empire russe, auraient été soumis à un régime spécifiquement sévère par rapport aux autres parties de l'URSS. Cette reconnaissance officielle suscite une vive opposition de la part de la Russie de Vladimir Poutine, qui refuse d'utiliser le terme de génocide pour décrire la situation en Ukraine à cette époque. Près de quatre-vingt-dix ans après ces événements, le débat reste soumis à des pressions gouvernementales et les archives à Moscou sont de nouveau scellées.

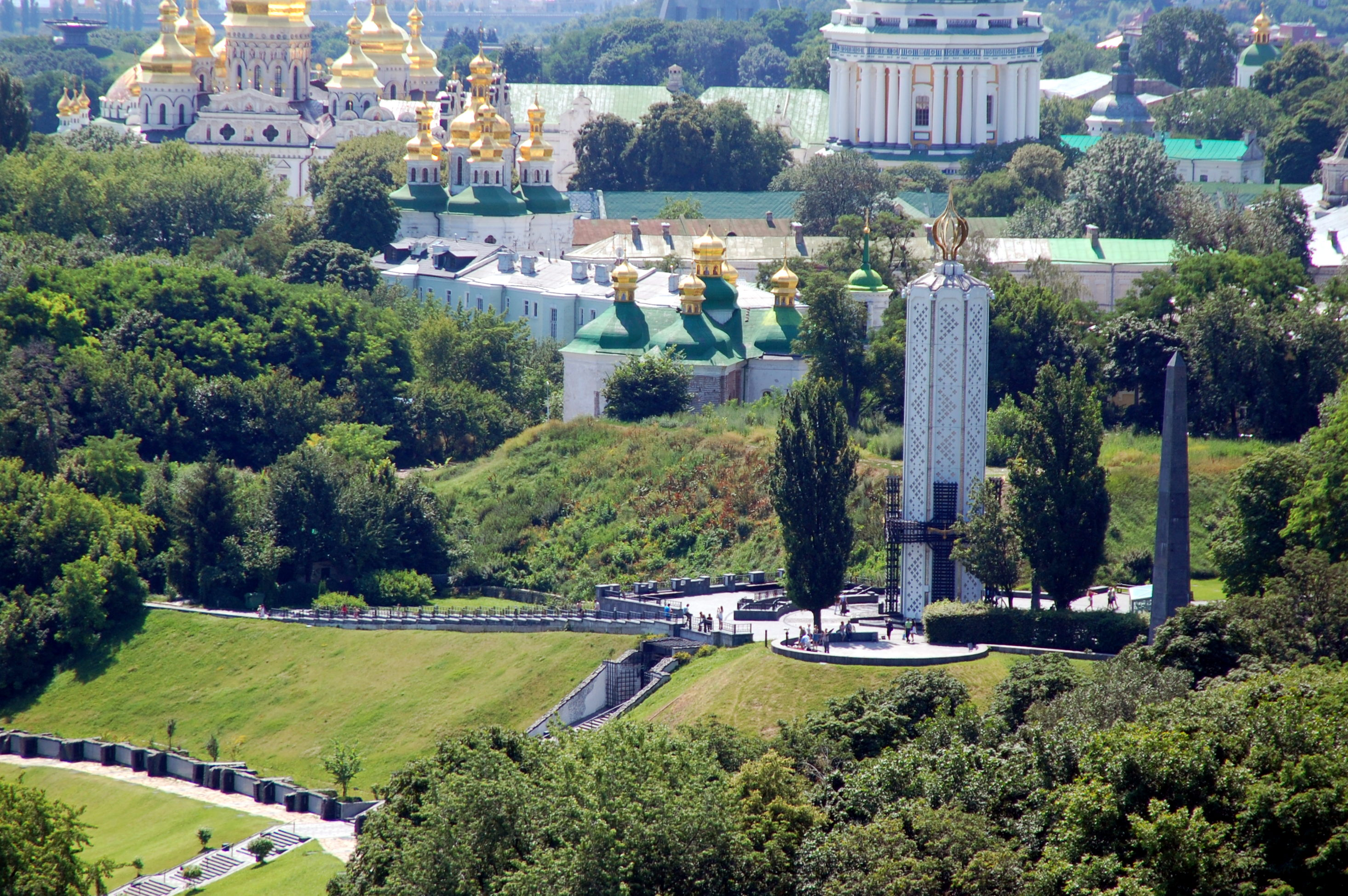
Musée national du mémorial aux victimes du Holodomor, ouvert en 2008.

Le 13 janvier 2010, la Cour d'appel d'Ukraine confirme les conclusions faites par les juges d'instruction du Service de sécurité d'Ukraine selon lesquelles les dirigeants du régime bolchevique se sont rendus coupables de « génocide du peuple ukrainien en 1932-1933 ». Parmi les accusés figurent Joseph Staline et plusieurs autres hauts dirigeants soviétiques et ukrainiens : Viatcheslav Molotov, Lazare Kaganovitch, Pavel Postychev, Stanislav Kossior (premier secrétaire du PC d'Ukraine), Vlas Tchoubar (chef du gouvernement ukrainien), et Mendel Khataïevich (secrétaire du Comité central du PC d'Ukraine).
Selon Viktor Iouchtchenko, le Holodomor n'avait pas de « cause naturelle », il avait été planifié par les autorités soviétiques dans le cadre du programme de collectivisation des terres et de confiscation des grains, pour tuer les « aspirations nationales » des Ukrainiens, dont 92 % vivaient dans les villages. Le traitement simultané des questions nationale et paysanne constitue, selon lui, la particularité du Holodomor, entre fin 1932 et l'été 1933.

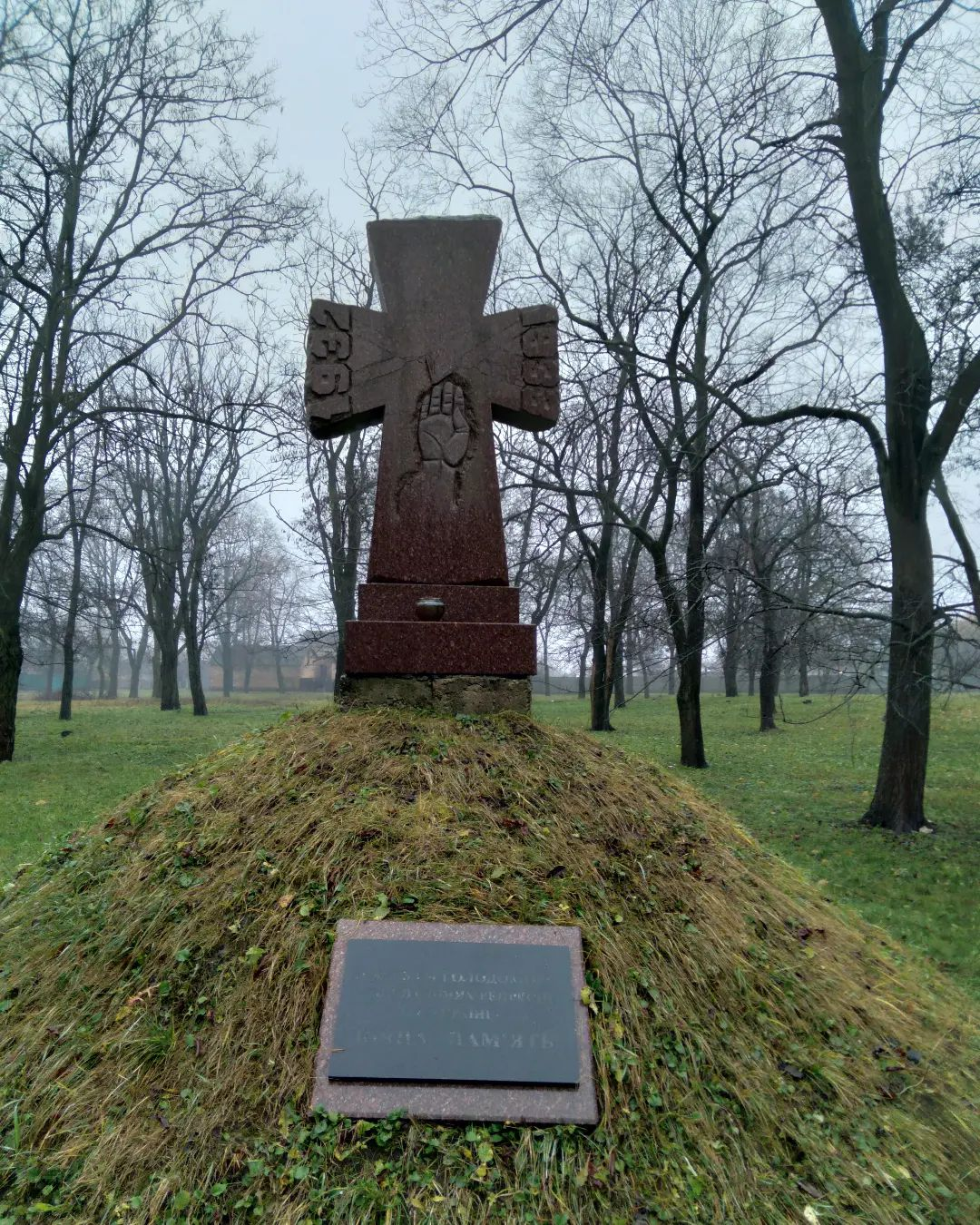
Monument aux victimes du Holodomor dans la ville de Znamianka, au centre de l'Ukraine

Cependant la présidence de Viktor Ianoukovytch, destitué en 2014, marqua un nouveau revirement dans la politique mémorielle de l'Ukraine ; contrairement à son prédécesseur, il ne considéra pas le Holodomor comme un génocide, rejoignant, avec la Russie et le Kazakhstan, la conception d'une « tragédie partagée » par tous les peuples de l'Union soviétique.

### Reconnaissance comme génocide ou acte d'extermination dans d'autres pays

Les pays qui reconnaissent le Holodomor comme un génocide ou un acte d'extermination :
Officiellement reconnu comme un génocide
Condamné officiellement comme un acte d'extermination
Officiellement non reconnu comme un génocide

À ce jour, trente-trois pays ont reconnu le Holodomor comme génocide, ou comme acte d'extermination, ce qui constitue un point de vue de condamnation plus nuancé (voir la carte), par la voix de leurs parlements, et une dizaine d'autres par le biais du Parlement européen :
| - Andorre - Allemagne - Argentine - Australie - Belgique - Brésil - Canada - Chili - Colombie - Équateur, | - Espagne, - Estonie, - États-Unis, - France - Géorgie, - Hongrie, - Irlande - Islande - Italie, - Lettonie, - Lituanie, | - Moldavie - Mexique, - Paraguay, - Pérou, - Pologne, - Roumanie - Slovénie - Royaume-Uni - Tchéquie, - Slovaquie, - Ukraine, - Vatican, |

- Union européenne[192]

### Déclaration de la Douma russe
La Douma d'État russe, dans sa déclaration du 2 avril 2008 commémorant les 75 ans de la « grande famine des années 1930 sur le territoire de l'URSS », parle d'une terrible tragédie ayant coûté la vie à 7 millions de personnes dans une grande partie de l'Union soviétique et accuse sans équivoque le régime stalinien en tant que son principal responsable. Elle présente la collectivisation forcée, la politique d'anéantissement des petits propriétaires agricoles et l'industrialisation accélérée comme les principales causes de cette famine. La déclaration insiste sur le caractère multinational de la tragédie sans pour autant entrer dans un débat ouvert sur la qualification du Holodomor.

### Déclaration des Nations unies
Le 10 novembre 2003, une déclaration aux Nations unies en lien avec le 70e anniversaire de la « grande famine en Ukraine de 1932-1933 » rappelle le devoir de mémoire envers les victimes, qu'elles soient ukrainiennes, russes, kazakhes ou d'une autre nationalité.
Le 31 octobre 2008, la fédération de Russie a mis son veto à la demande de célébration du 75e anniversaire d’Holodomor porté à l'ordre du jour de l'Assemblée générale de l'ONU.

### Résolution du Parlement européen
Le Parlement européen reconnaît en 2008 le Holodomor en Ukraine comme « un crime effroyable perpétré contre le peuple ukrainien et contre l'humanité » sans pour autant lui donner une qualification de « génocide ».
La résolution fait ainsi une « déclaration au peuple ukrainien, et notamment aux survivants du Holodomor qui sont toujours en vie, ainsi qu'aux familles et aux proches des victimes ». La résolution « condamne fermement ces actes commis contre la population rurale d'Ukraine, caractérisés par une extermination et des violations massives des droits de l'homme et des libertés ». Le Parlement exprime ensuite sa « sympathie à l'égard du peuple ukrainien victime de cette tragédie, et rend hommage à ceux qui sont décédés en conséquence de la famine artificielle de 1932-1933 ». D'après la résolution adoptée par le Parlement européen, la famine du Holodomor de 1932-1933 « a été planifiée de manière cynique et cruelle par le régime stalinien pour imposer la politique soviétique de collectivisation de l'agriculture contre la volonté de la population rurale d'Ukraine ».
Les députés pensent que « la commémoration des crimes contre l'humanité perpétrés au cours de l'histoire de l'Europe devrait permettre d'éviter la répétition de crimes semblables à l'avenir » et soulignent que « l'intégration européenne se fonde sur la volonté de surmonter les évènements tragiques du XXe siècle et que cette réconciliation avec une histoire difficile ne dénote en rien un sentiment de culpabilité collective, mais qu'elle constitue une base solide sur laquelle il sera possible de construire un avenir européen commun fondé sur des valeurs communes ».
Les députés invitent enfin les États issus de l'éclatement de l'Union soviétique à « permettre un libre accès aux archives relatives à la grande famine d'Ukraine de 1932-1933, qui pourront être ainsi examinées en profondeur afin que toutes les causes et conséquences du Holodomor soient révélées et étudiées en détail ».
Le Parlement européen reconnaît le Holodomor comme un génocide le 15 décembre 2022.

### Résolution de l'Assemblée parlementaire du Conseil de l'Europe
En décembre 2009, la commission de l'Assemblée parlementaire du Conseil de l'Europe pour les questions politiques a rejeté tous les amendements contenant la mention du génocide, proposés par la délégation ukrainienne, dans son rapport sur Holodomor. Le rapport sur la « Commémoration des victimes de la Grande Famine (Holodomor) en ex-URSS » a été présenté par un groupe des démocrates européens le 1er mars 2010.

### Propositions de reconnaissance du génocide ukrainien
En France, en novembre 2006, avant la loi finalement adoptée, le député conservateur (UMP) Christian Vanneste dépose en vain une proposition de loi relative à la reconnaissance du génocide ukrainien. Au titre de la nouvelle législature, il dépose à nouveau la proposition de loi le 9 octobre 2007, proposition cosignée par plus de trente députés centristes et conservateurs, mais qui n'aboutit jamais.
En novembre 2022, une motion de reconnaissance du Holodomor comme génocide est discutée au Bundestag.

## Dans les arts et la culture

### Filmographie

#### Cinéma
- 1991 : Famine 33 d'Oles Yanchuk.
- 2017 : Holodomor, la grande famine ukrainienne de George Mendeluk.
- 2014 : Holodomor, le génocide oublié, de Bénédicte Banet
- 2019 : L'Ombre de Staline d'Agnieszka Holland.

#### Télévision

##### Documentaire
- 1984 : Harvest of Despair de Slavko Nowytski.
- 2008 : Holodomor : Ukraine's Genocide of 1932-33 de Bobby Leigh.
- 2022 : Moissons sanglantes - 1933, la famine en Ukraine de Guillaume Ribot.

### Littérature

#### Bande dessinée
- 2008 : L'Histoire secrète, tome 10 La Pierre noire.
- 2010 : Les cahiers ukrainiens d'Igort.

### Théâtre
- 2021 : Holodomor créée au Théâtre Neauphle-le-Château de Téhéran[201].

### Musique
- 2003 : Gwerz Kiev de Denez Prigent, album Sarac'h.

### Émission radio
- 2023 : Vitali Naumiak : témoin du Holodomor, une émission de France Culture[202].